# Cletodes longifurca
Cletodes longifurca är en kräftdjursart som beskrevs av Lang 1948. Cletodes longifurca ingår i släktet Cletodes och familjen Cletodidae. Arten är reproducerande i Sverige. Inga underarter finns listade i Catalogue of Life.